# L'Hystérique de l'étrange lucarne
L'Hystérique de l'étrange lucarne est le 7e épisode de la Saison 2 de la deuxième série de la série télévisée britannique Doctor Who. Il a été diffusé pour la première fois le 27 mai 2006 sur BBC One et a réuni 6,76 millions de téléspectateurs.

## Accroche
Le Docteur et Rose arrivent à Londres en 1953. Plusieurs personnes ont la télévision grâce à un marchand très généreux. Alors que plusieurs personnes se font enlever par la police, le Docteur comprend que la télévision n'a rien de bon...

## Distribution
- David Tennant : Le Docteur
- Billie Piper : Rose Tyler
- Maureen Lipman – Le Câble
- Ron Cook – Mr. Magpie
- Jamie Foreman – Eddie Connolly
- Debra Gillett – Rita Connolly
- Rory Jennings – Tommy Connolly
- Margaret John – La grand-mère de Tommy
- Sam Cox – Détective Inspector Bishop
- Ieuan Rhys – Crabtree
- Jean Challis – Aunty Betty
- Christopher Driscoll – Garde de la sécurité
- Marie Lewis – Mrs Gallagher

## Résumé
Le Docteur a l'intention d'emmener Rose à un concert d'Elvis Presley à New York, mais le TARDIS se pose à Londres en 1953, la veille du couronnement de la reine Élisabeth II. Le duo est intrigué lorsqu'il voit un homme, le visage dissimulé sous une couverture, emmené par la police. Le Docteur et Rose se rendent chez la famille Connolly, dont la grand-mère est atteinte d'un mal étrange : elle n'a plus de visage. Son petit-fils Tommy observe que les problèmes ont commencé depuis que les gens du quartier achètent des téléviseurs bon marché dans la boutique de Monsieur Magpie. La police les interrompt et s'empare de la grand-mère ; le Docteur se lance à sa poursuite et découvre d'autres victimes tandis que Rose part enquêter dans le magasin de Magpie. Là, elle découvre à l'intérieur d'une télévision une entité se présentant comme « la Puissance électrique » ou « le Courant », qui, exécutée par son peuple d'origine, « se nourrit de l'activité électrique du cerveau » des personnes auxquelles elle s'attaque et cherche à retrouver une forme physique. Les millions de personnes qui vont suivre le couronnement devant leur télévision sont donc en danger. Rose ne peut se sauver et le Courant lui prend le visage.
Alors que le Docteur, découvert, parle avec l'inspecteur principal Bishop, un des hommes de ce dernier amène Rose, qui « errait dans la rue ». Cette nouvelle met le Docteur dans une colère noire. Lui et l'inspecteur vont chercher l'aide de Tommy, qui découvre entretemps que son père a dénoncé tous ses voisins et même sa belle-mère. Ils se rendent ensemble au magasin de Magpie. Le Courant leur dévoile ses plans et essaye ensuite de les vider de leur énergie, mais elle est mise en échec (sauf pour l'inspecteur) par le Docteur qui se sert de son tournevis sonique pour interrompre le processus. Le Courant bat en retraite dans le téléviseur portable construit par Magpie et se dirige vers l'Alexandra Palace, un centre de transmission. Pendant ce temps, le Docteur construit un dispositif visant à l'emprisonner puis se lance à sa poursuite. Magpie réussit à brancher le Courant sur l'antenne de transmission, lui permettant de commencer à absorber l'énergie des téléspectateurs. Grâce à l'aide de Tommy, le Docteur parvient à l'enfermer dans une cassette Betamax. Les victimes retrouvent leur visage, Rose et le Docteur se joignent aux gens qui fêtent le couronnement d'Élisabeth II.

### Continuité
- Un des policiers dit qu'il risque d'avoir des problèmes avec Torchwood.
- On revoit le sigle de "Magpie Television" dans différents objets aussi bien dans Doctor Who que dans ses séries dérivées.
- Le site de la BBC mis en ligne durant l'époque de diffusion de l'épisode, un mini-jeu basé sur l'épisode consistant à rechercher des messages du Courant à travers différentes retransmissions télévisées.
- Dans une scène coupée, le Docteur disait avoir des problèmes avec les émetteurs, en référence à l'épisode de 1981 « Logopolis »